# Keith A. Glascoe
Keith Alexander Glascoe, né le 9 décembre 1962 à San Francisco et mort le 11 septembre 2001 à New York, est un acteur américain et un pompier du FDNY de New York.

## Biographie
Connu pour son rôle de Benny dans le film de Luc Besson, Léon, Keith A. Glascoe est aussi un pompier de la ville de New York. C'est d'ailleurs en faisant son métier que Glascoe est décédé dans l'attentat du 11 septembre 2001 en tentant de sauver des vies dans les tours jumelles du World Trade Center à Manhattan, que deux avions ont percutées.
Au moment de sa mort, sa femme attendait leur troisième enfant.
Il a été intronisé à titre posthume dans « la salle de la renommée » de la mini-ligue de football des pompiers de New York comme étant le plus habile et le plus courageux des joueurs de l'équipe de football du FDNY. La cérémonie s'est tenue à Mesquite, au Nevada, le 7 décembre 2005 en présence de sa famille ainsi que des membres du NYPD et du FDNY.

## Filmographie
- 1993 : Dottie Gets Spanked de Todd Haynes : l'homme fort
- 1994 : Léon de Luc Besson : Benny, un des hommes de Stansfield
- 1997 : Les Guerriers de l'ombre (Assault on Devil's Island) de Jon Cassar : Carl
- 1997 : Prime Time de Dave Monahan : Lamchop
- 2001 : Tribunal central (100 Centre Street), épisode Panique au tribunal (Hostage) (1-5)
- 2001 : The Pirates of Central Park de Robert L. Farber : le deuxième flic